# Авраам Фаршутский
Авраам (VI век) — игумен Скитский, святой. День памяти — 12 февраля в Коптской церкви.

## Биография
Святой Авраам родился в Фаршуте, неподалёку от современного города Хив (Hiw), Египет. Его родители, христиане, бывшими в тех краях влиятельными фигурами, скончались, когда Аврааму было 12 лет. На следующий год Авраам тщетно пытался спасти девственность своей сестры.
Затем Авраам поступил в монастырь святого Пахомия, которым в то время руководил Псинтбахзе (Pshintbahse). Там Авраам посвятил себя попыткам следовать монашеским идеалам.
После кончины Псинтбахзе Святой Авраам был избран настоятелем монастыря святого Пахомия. Вскоре Юстиниан I потребовал, чтобы Авраама доставили в Константинополь, дабы тот восстановил евхаристическое общение с великой Церковью и принял решения Халкидонского собора. Точная дата этого события неизвестна, но считается, что оно происходило между 535 и 548 годами. С Авраамом прибыли четыре монаха. По прибытии Юстиниан пригласил их и потребовал, чтобы они либо приняли решение собора, либо оставили свои должности. Святой Авраам ответил отказом.
Феодора пыталась склонить Юстиниана поменять своё мнение, но её попытки не были успешными. Сам Авраам писал своим монахам, что предпочитает остаться в изгнании, нежели подписаться под исповеданием веры, противоположном исповеданию Афанасия. Авраам всё же вернулся в Египет, вероятно, благодаря заступничеству со стороны Феодоры.
По возвращении Авраама в Пбоу, он обнаружил, что некоторые монахи обсуждали между собой, не принять ли решения Халкидонского собора. Те, кто пошёл на это признание, оказались победителями, отчасти не без помощи императорского посланника Панхария (Pancharis).
Будучи изгнанным из Пбоу, Авраам вместе с двумя другими монахами из Пбоу основал новый монастырь неподалёку от Фаршута. Число монахов увеличивалось, что требовало дополнительного строительства. В то же время им была основана женская обитель.
В конце жизни Аврааму было видение, в котором святые Пахомий, Петроний (Petronius) и архимандрит Шенуда явились ему, сообщив о предстоящей кончине и назвали Феофила Фаршутского (Theophilus of Farshut) его преемником.
Иногда считают, что Авраам из Фаршута совпадает с Авраамом Скитским, поминаемым 4 января.